# Dicranomyia circassica
Dicranomyia circassica är en tvåvingeart som beskrevs av Paul Lackschewitz 1941. Dicranomyia circassica ingår i släktet Dicranomyia och familjen småharkrankar. Inga underarter finns listade i Catalogue of Life.